# Aproximant velar sonora
La consonant aproximant velar sonora és un fonema que es transcriu [ɰ] en l'AFI.

## En català
En català aquest so no té caràcter de fonema.

## En altres llengües
És utilitzat en llengua cherokee (wa-tsi [ɰatsi], "rellotge"), en irlandès (naoi [n̪ˠɰiː], "nou") i en coreà (uija [ɰidʑa], "cadira").